# Magnetkontakt
Ein Magnetkontakt ist ein automatischer Melder zur Überwachung von z. B. Türen, Fenstern, Rolltoren oder anderen beweglichen Teilen. Der Magnetkontakt besteht aus einem oder mehreren Reedkontakten und einem Dauermagneten. Beim unbefugten Öffnen der Tür oder des Fensters öffnet sich der Reedkontakt, weil der Magnet entfernt wird (Änderung des Magnetfeldes) und unterbricht die Meldergruppe. Der Reedkontakt ist immer luftdicht in ein einem Glasgehäuse eingebettet. In der weiteren Verarbeitung werden sie meistens wasserdicht in einem Kunststoffgehäuse eingegossen. Für die Absicherung schwerer Tore und bei mechanischer Beanspruchung sind die Kontakte in soliden Aluminiumgehäusen untergebracht. Diese können auch mit Kraftfahrzeugen überfahren werden. Am sichersten sind sogenannte „fremdfeldgeschützte“ oder „Doppelreed-Magnetkontakte“, die bei Zuführung eines zweiten Magnetfeldes Alarm auslösen.
Vom VdS Schadenverhütung (VdS) zertifizierte Magnetkontakte haben eine vieradrige Zuleitung und sind mit einem Überbrückungsschutz versehen. Bei der Montage eines Magnetkontaktes und des zugehörigen Magneten muss daher auf magnetische Isolierung (z. B. durch Verwendung von nichtmagnetischen Schrauben) geachtet werden, damit keine negativen Beeinflussungen auf den Magnetkontakt einwirken.